# Терменевский сельсовет
Терменевский сельсовет — муниципальное образование в Салаватском районе Башкортостана.
Административный центр — село Терменево.

## История
Согласно Закону о границах, статусе и административных центрах муниципальных образований в Республике Башкортостан имеет статус сельского поселения.

## Население
| 2002 | 2009  | 2010 | 2012 | 2013 | 2014 | 2015 |
| ---- | ----- | ---- | ---- | ---- | ---- | ---- |
| 1063 | ↗1091 | ↘876 | ↘843 | ↘816 | ↘786 | ↘773 |
| 2016 | 2017  | 2018 |      |      |      |      |
| ↘758 | ↘744  | ↘727 |      |      |      |      |

## Состав сельского поселения
| № | Населённый пункт | Тип населённого пункта       | Население |
| - | ---------------- | ---------------------------- | --------- |
| 1 | Терменево        | село, административный центр | ↘774      |
| 2 | Свобода          | деревня                      | ↘102      |

## Известные уроженцы
- Сафуан Алибай (21 февраля 1941 — 6 июля 2014) — башкирский поэт, детский писатель, журналист[16][17].
- Зарипов, Габидулла Гиндуллович (6 октября 1961 — 26 января 2001) — башкирский поэт[18][19].